# غرديزيون (لقب)
غردزيون هو نسبة إلى شخص يعود أصله إلى مدينة غرديز في أفغانستان .
كانت هناك بعض العائلات الغرديزية المعروفة من غرديز الذين هاجروا إلى أجزاء مختلفة من باكستان. ولا يزال أحفادهم يحملون لقب غرديزيين. يعيش معظم أفراد قبيلة غرديز في آزاد كشمير ومولتان في باكستان . 
مثل من يحمل لقب "بخاري". بخارى اليوم تقع في أوزبكستان .

## أعلام
- أبو سعيد الغرديزي ، مؤرخ فارسي من القرن الحادي عشر
- عزيزة جارديزي ، سياسية أفغانية
- سمير أسد جارديزي (مواليد 1983)، كاتب سيناريو باكستاني
- سيد حسين جاهانيا جارديزي ، سياسي باكستاني
- سعدية جارديزي ، ناشطة سلام وفنانة وصحفية باكستانية

## طالع أيضًا
- غرديزيون سادات